# La fiaba quotidiana
La fiaba quotidiana (in olandese Fabeltjeskrant, letteralmente "Il giornale delle fiabe") è una serie animata olandese per bambini, trasmessa a partire dal 1968 sul canale televisivo NTS (precursore di NOS). In Italia andò in onda nella seconda metà degli anni settanta sulla Rete 1 in fascia preserale (ore 18.15-18.30), per poi venire trasmessa, sul finire degli anni 1980, da Telemontecarlo con il titolo Il gufo racconta: una fiaba al giorno.
Nel 2005 fu votato nei Paesi Bassi come "Miglior programma per bambini" del 20º secolo.

## Trama
La serie è incentrata sulle vicissitudini di un gruppo di animali residenti all'interno di un bosco (chiamato in olandese De Grote Dierenbos, letteralmente "Il Grande Bosco degli Animali"), strutturate inizialmente sui modelli delle fiabe di Esopo, Fedro e Jean de La Fontaine, per poi essere principalmente basate su storie originali scritte dallo sceneggiatore della serie Leen Valkenier. Ogni episodio viene introdotto dal protagonista Meneer Jacob de Uil (letteralmente "signor Giacomo il Gufo"), un gufetto appollaiato sul ramo di un albero che legge al pubblico dei piccoli telespettatori le news dal giornale del bosco. In italiano il protagonista è stato tradotto come "Menner" o "Amico Gufo" e caratterizzato dalla erre moscia. I personaggi del bosco sono pupazzi di animali creati con del cartoncino ritagliato di vari colori, e sono dotati internamente di articolazioni totalmente meccaniche con le quali vengono mossi da dietro le quinte con una tecnica simile a quella dei burattini. Nelle sigle viene invece mostrato il Gufo protagonista che si muove in stop-motion.
In Italia sono stati trasmessi soltanto i 1041 episodi della prima stagione.

Screenshot della sigla

## Produzione
Vennero realizzate tre diverse serie, la prima prodotta da Thijs Chanowski, la seconda da Loek de Levita ed entrambe furono sceneggiate da Leen Valkenier. Negli anni novanta ne venne realizzata una terza che si concluse nel 1996.

### Prima serie
La serie nacque da un'idea di Leen Valkenier e fu prodotta da Thijs Chanowski. I primi pupazzi furono realizzati a mano da Joke Aletrino. De Fabeltjeskrant fu trasmesso per la prima volta dalla rete televisiva olandese NTS il 29 settembre 1968. Le storie e i personaggi traevano ispirazione dai racconti di Jean de La Fontaine, ma ben presto il programma si orientò su storie di "vita vissuta". Nei primi quattro anni di programmazione si affermò nei Paesi Bassi come il programma televisivo più visto dell'epoca, con un numero di spettatori oscillante tra uno e due milioni al giorno. Versioni tradotte divennero molto popolari anche al di fuori dei paesi di lingua olandese. Per quanto concepito per i più piccoli (quelli che Meneer de Uil chiamava kijkbuiskinderen), il programma aveva un seguito anche tra gli adulti, anche per via di una serie di allusioni alla politica nazionale. Il 22 giugno 1972 la serie fu interrotta ma, dopo una trasmissione elettorale straordinaria del 27 novembre 1972, dal 2 dicembre 1973 tornò ad essere trasmessa ogni domenica mattina, per poi tornare alla versione quotidiana dal 1º giugno 1974. Il 31 agosto 1974 venne trasmesso l'episodio n. 1041 con il quale la serie si chiuse dopo sei anni di trasmissioni.
Negli anni Settanta venne anche realizzato De Woefs en de Lamaars, una sorta di spin off con protagonisti alcuni animali che erano già apparsi nella serie come Woef Hektor e Snoespoes. L'unico di questi animali che apparve tanto nella prima quanto nella seconda serie di De Fabeltjeskrant fu Woefdram.

### Seconda serie
Nel 1985 il produttore Loek de Levita si presentò con nuovi episodi, scritti ancora da Leen Valkenier, e anche questa volta il successo fu immediato. Gli episodi furono trasmessi da diverse emittenti. Nel frattempo i Paesi Bassi erano diventati un Paese multiculturale e questo aspetto venne ripreso dalla serie, in cui fecero comparsa diversi animali esotici, ognuno con proprie problematiche e provenienti dal "Terzo Bosco" (Derde Dierenbos). Esempi di questi animali esotici sono Zaza Zebra e Mister Marabù. Alle elezioni per il nuovo sindaco di Fabeltjesland i bambini telespettatori elessero lo straniero Chico Lama. La seconda serie terminò nel 1989, portando il numero totale di episodi a 1640.

### Terza serie
Terminata la trasmissione di De Fabeltjeskrant da parte dell'emittente pubblica, la serie fu acquistata dalla RTL Véronique, che la trasmise fino al 1996 nel programma per bambini Telekids di RTL 4. Come conseguenza cominciò a fare capolino negli episodi della pubblicità indiretta: ad esempio in un episodio Willem Bever monta una parabola satellitare per poter vedere il canale RTL 4.

## Interazioni col pubblico
Per determinate occasioni, nella serie furono coinvolti direttamente i piccoli telespettatori:
- per eleggere il vincitore del festival musicale 'Het Landjuweel' (1972), vinto da Ome Gerrit de Postduif;
- per eleggere il sindaco del bosco (1986), con elezioni vinte da Chico Lama;
- per votare il progetto del miglior veicolo con il quale i dottori Meindert het Paard e Zaza Zebra potevano andare al Terzo Bosco Animale sia via terra, sia via acqua e sia via aria (1988);
- per votare ad un concorso musicale cui partecipavano Zaza Zebra, Chico Lama e Mister Maraboe (1988), vinto da Chico Lama;
- per scegliere un nuovo nome per Olof della coppia Archie ed Olof, un cane ed un gatto che vivevano temporaneamente nel "Grote Dierenbos": vinse il nome "Purdy"(1989).

## Altri media
Dal 5 aprile 1969 al 29 agosto 1970 uscì anche una rivista omonima rivolta ai bambini sotto i 13 anni ispirata alla serie animata. Il 5 settembre 1970 la rivista fu rinominata Sprookjesland e venne distribuita sotto questo nome fino al 1º aprile 1972, quando l'intestazione venne cambiata in "Disneyland", nome col quale la rivista fu pubblicata fino al 29 marzo 1974.
Nel 1970 uscì nei cinema Onkruidzaaiers in Fabeltjesland, un film basato sulla serie animata. Nel film il Bosco viene attaccato da un'orda di insetti dannosi. A seguito del successo cinematografico, i coleotteri Thijl Schavuit e Sjefke Schelm ricevettero un ruolo fisso nella serie televisiva. Il film fu scritto dallo stesso autore della serie animata, Leen Valkenier.
Ruud de Graaf e Hans Cornelissen (De Graaf en Cornelissen Producties BV) e Robin de Levita (Robin de Levita Productions BV) portarono congiuntamente per la stagione teatrale 2007/2008 un musical originale basato sulla serie animata. La prima ebbe luogo il 30 settembre 2007 a 's-Hertogenbosch. L'attore e autore Jon van Eerd si occupò dei testi delle nuove canzoni composte da Ruud Bos, il quale in precedenza aveva scritto per Toon Hermans e Willeke Alberti. Vennero riproposti anche vecchi classici della serie animata come 'Drink meer prik' e 'Hup daar is Willem met de waterpomptang'. Siccome il "Grande Bosco degli Animali" è storicamente una sorta di specchio della contemporanea società olandese, nel musical fu aggiunto un nuovo abitante, Fatima la Gatta, di religione musulmana. Per questo musical fu assegnato il "John Kraaijkamp Musical Award" per il "Miglior musical del 2008" a Jon van Eerd (autore), Ruud Bos (compositore), Paul van Ewijk (regista), Ruud de Graaf e Robin De Levita (produttori).

## Revival
Nel Novembre 2017 fu annunciata una nuova serie in Computer grafica 3D. La serie in 52 episodi fu trasmessa nel 2019 sul canale olandese di Netflix.
Nel 2018, per celebrare il cinquantennale della serie, fu realizzato e pubblicato il libro "Hallo Meneer de Uil: 50 jaar Fabeltjeskrant", fu allestita una mostra a tema ed uscì nelle sale un film in Computer grafica 3D intitolato "De Fabeltjeskrant - De Grote Dierenbos-spelen". Inoltre nello stesso anno fu coniata una serie di francobolli.

## Personaggi

### Personaggi ricorrenti
- Bor il lupo, gestore del café Het Praathuis
- Borita, figlia di Bor il lupo e Oléta Vulpecula, amica di Greta 2 e di Woef il cagnolino
- Chico il lama, il sindaco del Bosco
- Droes l'orso, un orso lunatico, inizialmente chiamato "malvagio"
- Ed e Willem i castori, gli aggiustatori
- Gerrit il piccione viaggiatore, chiamato anche Ome Gerrit (zio Gerrit), è il postino del Bosco
- Greta 2, figlia di Teun il toro e Margaretha la mucca
- Harry la spatola, il primo amante della signorina Cicogna, amico di Piet il rospo
- Isadora l'uccello del Paradiso, vero nome Doortje lo storno, artista di vaudeville
- Jodokus la marmotta, compagno di stanza di Droes col vizio di mangiarsi le unghie
- mister John il marabù, fidanzato saggio di signorina Cicogna
- Lowieke la volpe, furbo ed edonista
- Margaretha la mucca, è arrivata al Bosco insieme al marito Teun il toro, dopo il divorzio ha aperto una casa per le donne
- Martha e Myra i criceti, due sorelle un po' ficcanaso
- Meindert il cavallo, il veterinario del Bosco
- Oléta Vulpecula, la fidanzata di Bor il lupo
- Piet il rospo, venditore di patatine fritte e cani caldi, amico di Harry la spatola
- Rocus l'uccello libero, grande amico di Isadora, ha l'accento americano e si preoccupa della felicità degli altri
- signor Corx il corvo, il gentiluomo sarcastico del Bosco
- signor Giacomo il gufo, legge quotidianamente il giornale agli abitanti del Bosco
- signorina Truus la formica, casalinga diligente
- signorina Kato la cicogna, donna rispettata che sa sempre tutto
- Sjefke Schelm, compare di Thijl Schavuit
- Snoespoes, fidanzata di Woef Hektor
- Stoffel la tartaruga, sofferente dei disturbi più svariati
- Teun il toro, marito di Margaretha la mucca, proprietario di una latteria
- Thijl Schavuit, ladruncolo che insieme a Sjefke Schelm fa scherzi
- Woef Hektor, venne al Bosco insieme alla fidanzata Snoespoes perché la loro relazione non era accettata nella loro precedente residenza
- Woef il cagnolino, amichetto di Greta 2, insieme sono autori di scherzi innocenti
- Woefdram, servile assistente della signorina cicogna
- Zaza la zebra, il secondo medico del Bosco e moglie di Meindert il cavallo
- Zoef la lepre, stupido aiutante della signorina cicogna, vuole sempre essere il migliore

### Altri personaggi
Di seguito alcuni personaggi minori, apparsi brevemente solo nei primi episodi della serie.
- Arie il ratto, un ratto inaffidabile, sottomesso al re Arthur
- Arthur il leone, il re del Bosco, o almeno è quello che crede lui
- Asa il ragno
- Blinkert la blicca, partner di Frija la trota
- Caroline la cicogna, sorella della signorina Cicogna
- Cas il corvo
- Flora l'usignolo, una buona amica di Lowieke la volpe
- Frija la trota, un pesce che si è trasferito nel Bosco per via del suo partner Blinkert
- Gies la mosca, sfrutta spesso il fatto che gli altri possono a malapena vederla
- Irma il grillo, l'allegra vicina canterina di Truus la formica
- Kirreke e Koer le tortore, si vogliono molto bene nonostante le differenze, non sono parenti di Gerrit il piccione viaggiatore
- Marius il daino, molto credulone, spesso fido aiutante di Lowieke la volpe
- Maup il topo, ai ferri corti con Pepijn il gatto
- Mia il mulo, trasporta le sacche con il denaro degli animali destinato ad Arthur il leone
- Orm la scimmia, una scimmia sfacciata che sfida spesso e volentieri gli altri animali
- Pepijn il gatto, esce spesso dal bosco per andare a cacciare tra le case degli esseri umani
- Plons la rana, un grosso anfibio inattivo
- Sjors (George) la donnola, mangia spesso così tanto da restare poi malata per giorni
- Stokebrand la zanzara, zanzara vanitosa
- Timme il cane, si era smarrito nel mondo degli esseri umani ed è finito nel Bosco
- Toeter l'elefante, il più vecchio animale del Bosco
- Wasa l'orso, il cordiale fratello di Droes
- Wip lo scoiattolo, prepara limonate di ghiande nel suo albero

### Personaggi apparsi nel musical
- Fatima la gatta, una gatta persiana di religione musulmana, con il velo

## Altre edizioni
Oltre all'edizione originale olandese (Fabeltjeskrant, traducibile come "Il giornale delle fiabe"), la serie andò in onda in altre nazioni (soprattutto europee) con diversi titoli:
- Francia: Le petit écho de la Forêt (Il piccolo eco della foresta)
- Regno Unito: Daily Fable (La fiaba giornaliera)
- Svezia: Fablernas värld (Il mondo delle fiabe)
- Norvegia: Fablenes bok (Libro di fiabe)
- Polonia: Leśna gazetka (Giornale della foresta)
- Ungheria: Fabulácskahírek (Il giornale delle fiabe)
- Israele: Sipurimpo (Storie qui)
- Perù: Las Crónicas de Fabulandia (Le cronache di Fabulandia)
- Messico: Las Crónicas de Fabulandia (Le cronache di Fabulandia)
- Giappone: "Fachishu shinbun" (Gli animali del villaggio delle fiabe)

In Svezia, Francia e Regno Unito la serie è stata realizzata in versioni specifiche per questi paesi. La versione in ebraico e in italiano erano doppiaggi dell'adattamento inglese.

### L'edizione dialettale
Nel 2007 l'emittente regionale RTV Oost portò sul piccolo schermo De Fabeltjeskrant in Streektaal, cioè in dialetto. I dialoghi originali furono riscritti in dialetto dell'Overijssel (per la precisione della sub-provincia di Twente) e ridoppiati.
Nel 2008 anche la RTV West produsse la propria versione ridoppiata nel dialetto dell'Olanda del Sud.

## Curiosità
Alla fine di ogni episodio il Signor Gufo augurava a tutti i bambini la buona notte: e lo faceva tramite una sorta di "occhiolino al contrario" - vale a dire aprendo un occhio mentre era ad occhi chiusi - con il suo occhio destro (cioè alla sinistra del telespettatore). Di tanto in tanto negli anni Settanta vi sono stati degli episodi in cui invece il gufo faceva questo augurio aprendo il suo occhio sinistro. Si trattava di uno scherzo deliberatamente pensato dagli autori, che però colpì molto i bambini, i quali fecero pervenire diverse lettere alla redazione del programma. Negli episodi più recenti degli anni Ottanta e nelle repliche però questo trucchetto non è stato più riproposto.

## Sigla
La sigla italiana venne cantata da Nino Dal Fabbro (doppiatore italiano del gufo) e dai Piccoli Cantori di Niny Comolli sulla musica originale, composta da Ruud Bos. Una versione integrale della sigla italiana, dal titolo Il bosco dei perché, fu pubblicata su 45 giri, ma presentava alcune marcate differenze rispetto al TV-cut. Tra queste, una seconda strofa in cui viene raccontata una storia riguardante un re "onnisciente" a cui una volpe chiese qual era "quella cosa che fa 99 tic e un toc" (la risposta era "un centopiedi zoppo"). Detta parte del testo non trova alcuna corrispondenza con la versione integrale del brano originale, anch'esso pubblicato su 45 giri in Olanda, dove il gufo non fa altro che presentare uno per uno gli animali della foresta.